# تاكاياما (غيفو)
مدينة تاكاياما (بالإنجليزية: Takayama)‏ هي أحد المدن التابعة لمحافظة غيفو. تأسست رسميًا في 01/11/1936. ويقدر عدد سكانها بـ 94879 نسمة حسب تقدير مكتب الإحصاء الياباني لعام 2012. تبلغ مساحة تاكاياما 2177.67 كم2. بكثافة سكانية تبلغ 43.6 نسمة/كم2.

## المناخ
يظهر الجدول التالي التغييرات المناخية على مدار السنة لتاكاياما:
| البيانات المناخية لـتاكاياما              | البيانات المناخية لـتاكاياما | البيانات المناخية لـتاكاياما | البيانات المناخية لـتاكاياما | البيانات المناخية لـتاكاياما | البيانات المناخية لـتاكاياما | البيانات المناخية لـتاكاياما | البيانات المناخية لـتاكاياما | البيانات المناخية لـتاكاياما | البيانات المناخية لـتاكاياما | البيانات المناخية لـتاكاياما | البيانات المناخية لـتاكاياما | البيانات المناخية لـتاكاياما | البيانات المناخية لـتاكاياما |
| الشهر                                     | يناير                        | فبراير                       | مارس                         | أبريل                        | مايو                         | يونيو                        | يوليو                        | أغسطس                        | سبتمبر                       | أكتوبر                       | نوفمبر                       | ديسمبر                       | المعدل السنوي                |
| ----------------------------------------- | ---------------------------- | ---------------------------- | ---------------------------- | ---------------------------- | ---------------------------- | ---------------------------- | ---------------------------- | ---------------------------- | ---------------------------- | ---------------------------- | ---------------------------- | ---------------------------- | ---------------------------- |
| الدرجة القصوى °م (°ف)                     | 16.7 (62.1)                  | 18.5 (65.3)                  | 23.4 (74.1)                  | 30.6 (87.1)                  | 32.1 (89.8)                  | 34.7 (94.5)                  | 36.3 (97.3)                  | 37.3 (99.1)                  | 35.4 (95.7)                  | 30.2 (86.4)                  | 23.9 (75.0)                  | 21.7 (71.1)                  | 37.3 (99.1)                  |
| متوسط درجة الحرارة الكبرى °م (°ف)         | 3.0 (37.4)                   | 4.2 (39.6)                   | 9.1 (48.4)                   | 16.9 (62.4)                  | 22.3 (72.1)                  | 25.7 (78.3)                  | 29.0 (84.2)                  | 30.7 (87.3)                  | 25.6 (78.1)                  | 19.2 (66.6)                  | 12.7 (54.9)                  | 6.2 (43.2)                   | 17.0 (62.6)                  |
| المتوسط اليومي °م (°ف)                    | −1.4 (29.5)                  | −0.9 (30.4)                  | 2.9 (37.2)                   | 9.6 (49.3)                   | 15.1 (59.2)                  | 19.4 (66.9)                  | 23.0 (73.4)                  | 24.1 (75.4)                  | 19.7 (67.5)                  | 12.9 (55.2)                  | 6.6 (43.9)                   | 1.4 (34.5)                   | 11.0 (51.8)                  |
| متوسط درجة الحرارة الصغرى °م (°ف)         | −5.1 (22.8)                  | −5.2 (22.6)                  | −2.0 (28.4)                  | 3.2 (37.8)                   | 9.0 (48.2)                   | 14.6 (58.3)                  | 18.9 (66.0)                  | 19.7 (67.5)                  | 15.7 (60.3)                  | 8.5 (47.3)                   | 2.4 (36.3)                   | −2.1 (28.2)                  | 6.5 (43.7)                   |
| أدنى درجة حرارة °م (°ف)                   | −23.5 (−10.3)                | −25.5 (−13.9)                | −21.2 (−6.2)                 | −7.6 (18.3)                  | −3.1 (26.4)                  | 1.8 (35.2)                   | 8.1 (46.6)                   | 9.4 (48.9)                   | 3.8 (38.8)                   | −3.5 (25.7)                  | −10.7 (12.7)                 | −19.5 (−3.1)                 | −25.5 (−13.9)                |
| الهطول مم (إنش)                           | 97.2 (3.83)                  | 99.4 (3.91)                  | 122.9 (4.84)                 | 118.9 (4.68)                 | 136.9 (5.39)                 | 172.1 (6.78)                 | 230.9 (9.09)                 | 165.1 (6.50)                 | 235.5 (9.27)                 | 133.5 (5.26)                 | 99.3 (3.91)                  | 87.8 (3.46)                  | 1٬699٫5 (66.91)              |
| متوسط تساقط الثلوج سم (إنش)               | 167 (66)                     | 147 (58)                     | 54 (21)                      | 5 (2.0)                      | 0 (0)                        | 0 (0)                        | 0 (0)                        | 0 (0)                        | 0 (0)                        | 0 (0)                        | 7 (2.8)                      | 87 (34)                      | 473 (186)                    |
| ساعات سطوع الشمس الشهرية                  | 95.6                         | 112.8                        | 150.9                        | 174.6                        | 181.3                        | 143.0                        | 146.4                        | 180.5                        | 124.1                        | 125.8                        | 98.9                         | 89.0                         | 1٬623٫7                      |
| المصدر #1: وكالة الأرصاد الجوية اليابانية |                              |                              |                              |                              |                              |                              |                              |                              |                              |                              |                              |                              |                              |
| المصدر #2: Japan Meteorological Agency    |                              |                              |                              |                              |                              |                              |                              |                              |                              |                              |                              |                              |                              |

## توأمة
لتاكاياما (غيفو) اتفاقيات توأمة مع:
- دنفر